# Palazzo Nuovo (Roma)
Il Palazzo Nuovo sorge in Piazza del Campidoglio a Roma, di fronte al Palazzo dei Conservatori, con cui costituisce le sedi espositive dei Musei Capitolini.

## Storia
Il palazzo fu costruito solo nel XVII secolo, probabilmente in due fasi, sotto la direzione di Girolamo Rainaldi e poi del figlio Carlo Rainaldi che lo ultimò nel 1663. Tuttavia il progetto, quanto meno del corpo di facciata, deve essere attribuito a Michelangelo Buonarroti.
Il palazzo fu costruito, infatti, proprio di fronte al Palazzo dei Conservatori (chiudendo la vista della basilica di Santa Maria in Aracoeli dalla piazza)  di cui riprende fedelmente la facciata disegnata da Michelangelo con il portico al piano terra e l'orientamento leggermente obliquo, rispetto al Palazzo Senatorio, in modo da completare il disegno simmetrico della piazza caratterizzato da una forma trapezoidale.
Durante la prima fase dei lavori fu eretta la facciata con la retrostante campata del portico. Durante la seconda fase dei lavori per costruire il resto dell'edificio, venne effettuato uno sbancamento verso l'Aracoeli, demolendo un terrapieno a cui era appoggiata la fontana di Marforio che venne smontata per essere poi installata nel cortile interno del Palazzo Nuovo.
Fin dal XIX secolo fu utilizzato a scopo museale.
Le decorazioni interne in legno ed in stucco dorato sono ancora quelle originali.

## Architettura e collezioni

### Cortile

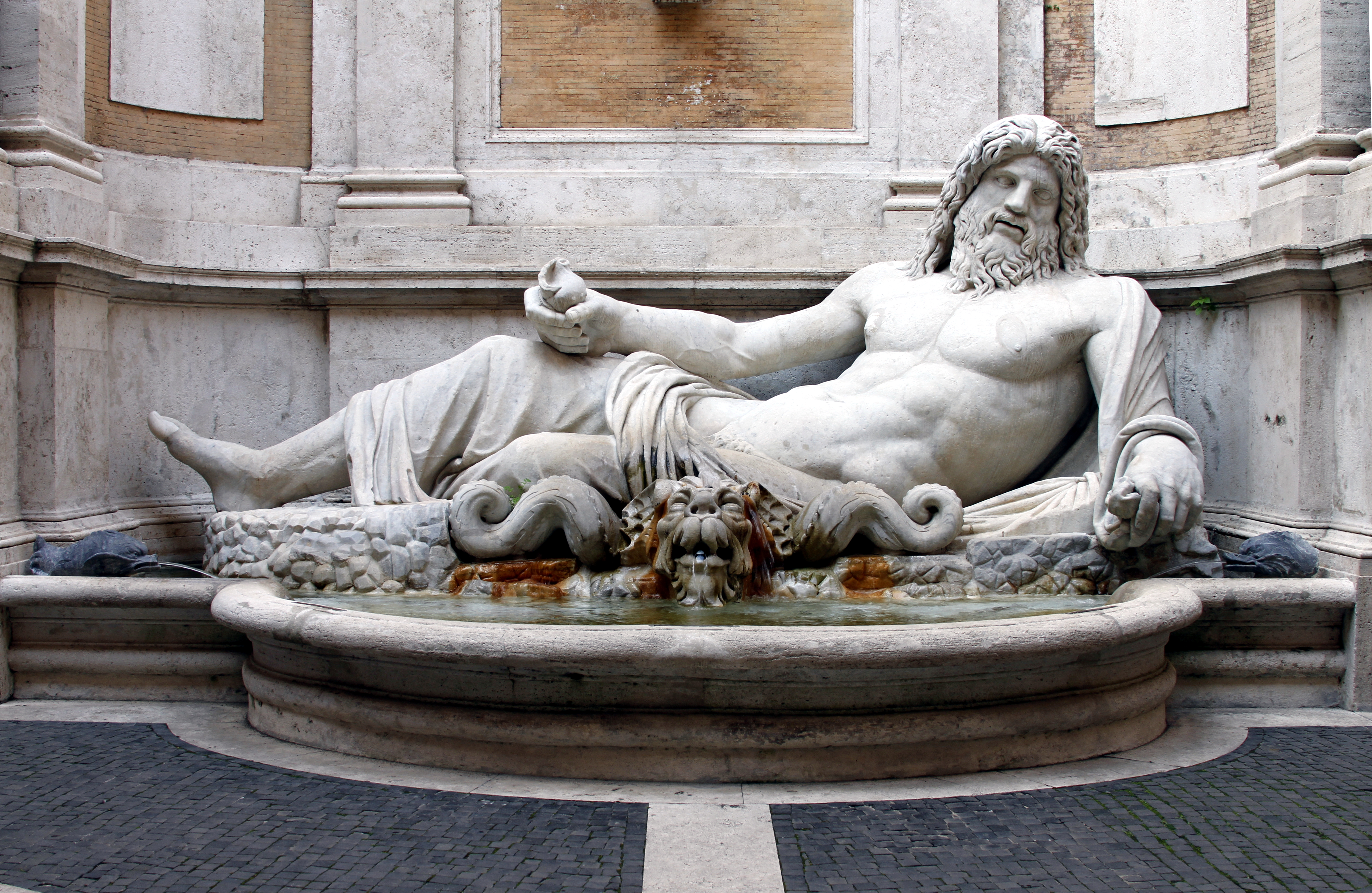
La statua di Marforio, nel cortile di Palazzo Nuovo.

Nel 1603 Clemente VIII provvide ad assicurare un finanziamento per la costruzione di Palazzo Nuovo e pose la prima pietra. Il cantiere terminò nel 1654, sotto il pontificato di Innocenzo X.
Tra i secoli XVI e XVII le collezioni di antichità romane si vanno a mano a mano arricchendo attraverso il rinvenimento di nuovi capolavori del passato; le aree semiesterne dei palazzi, diventano i luoghi privilegiati d'esposizione per le grandi sculture antiche che si affastellano negli atri e nei cortili. Nicchie, colonne, pilastri e lesene con mensole a varie altezze, rilievi, busti e teste antiche, il gusto per la scenografia si manifesta nelle sue forme migliori. Il cortile è il punto focale dell'ingresso, spesso è visibile dalla piazza su cui si aprono i palazzi, le litografie d'epoca ci danno un'idea di questa voglia di "spettacolo".
A metà dell'atrio di Palazzo Nuovo, varcando l'andito esterno, il portone e il cancello, si accede ad uno spazio interno di grande suggestione, il cortile. Si presenta come una piccola piazza interna con la muratura a cortina laterizia, che si incurva per ospitare la vasca della fontana e il nicchione in cui è inserita la statua del Marforio. La scenografica fontana del Marforio, fu forse così appellata a seguito del suo rinvenimento nel Cinquecento, nel Foro di Marte (Martis Forum, nome che gli antichi attribuivano al Foro di Augusto). La statua, di dimensioni colossali, fu restaurata con gli attributi tipici di Oceano da Ruggero Bescapè nel 1594 e sistemata sul Campidoglio a ridosso di un terrapieno dell'Aracoeli e in posizione simmetrica rispetto alle similari statue dei due fiumi (Tevere e Nilo), poste davanti alla facciata del Palazzo dei Conservatori fin dal 1513.
Molti studiosi individuano nel Marforio la raffigurazione del Tevere, o di un'altra divinità fluviale pertinente anche in antico a una fontana.
La figura è sdraiata sul fianco sinistro con volto reclinato e caratterizzato da lunghi capelli, barba e baffi molto folti. Il pezzo è attribuito stilisticamente all'età flavia (I secolo d.C.) ed ebbe dal Rinascimento particolare notorietà essendo utilizzato per affiggere "pasquinate", scritti diffamatori contro il governo, che i romani firmavano con il nome di Pasquino.
Sulla nuova fontana a sfondo del cortile, Clemente XII appose, nel 1734, una lapide commemorativa per l'inaugurazione del Museo Capitolino, sormontandola con il proprio stemma. Quattro statue vennero posizionate sulla balaustra terminale che sovrasta la fontana, oggi sostituite da quattro busti. Più tardi, un pregevole ritratto di papa Corsini fu situato al centro della fontana; le sue dimensioni appaiono fuori scala rispetto a quelle colossali del Marforio.

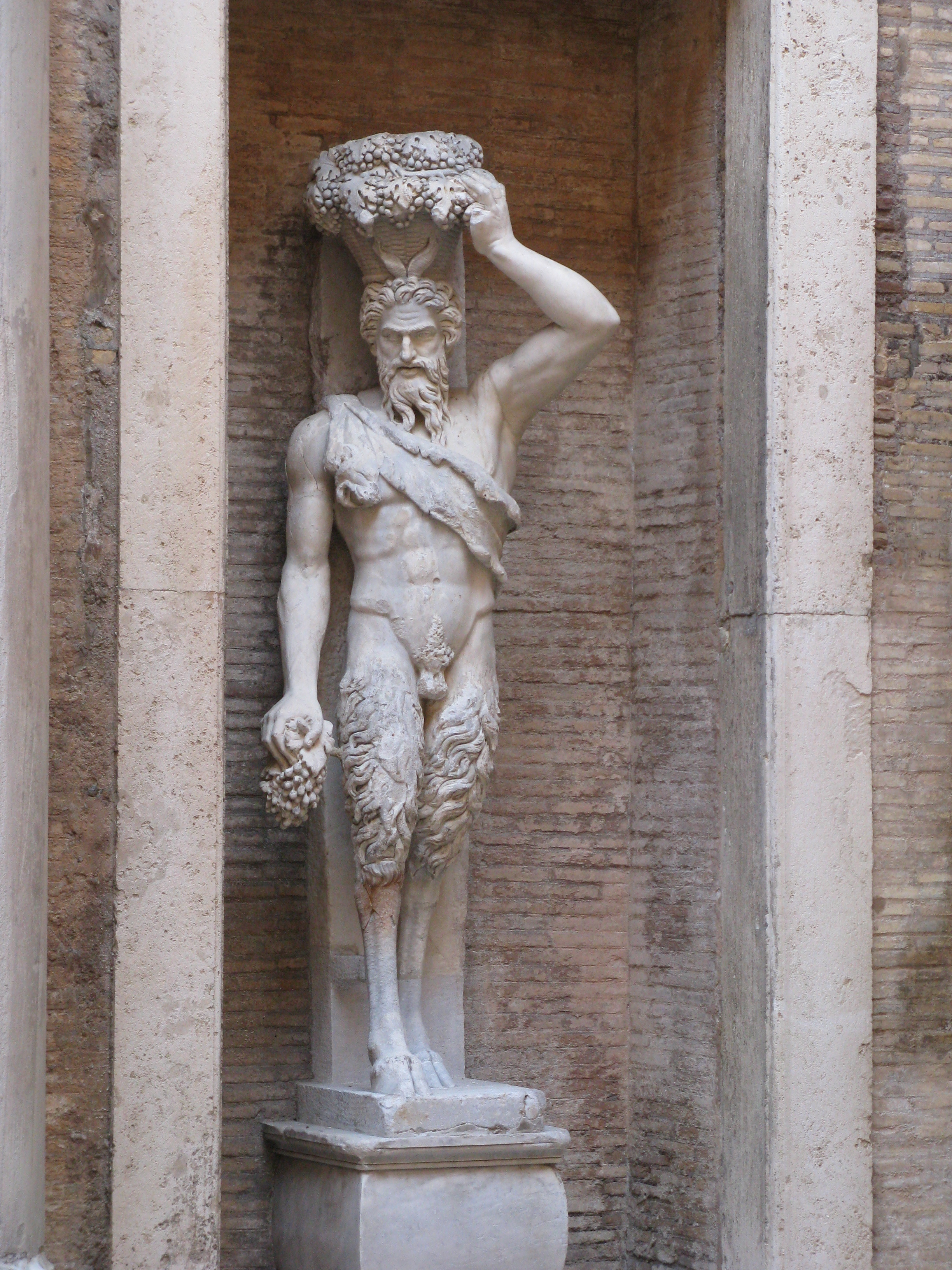
Il dio greco della vita nei campi e della natura, Pan.

Il Marforio fu sistemato nel cortile con un contorno di statue antiche; due nicchie rettangolari incorniciate in travertino accolsero, dopo vari rimaneggiamenti, le due statue di Satiri che recano sulla testa un cesto di frutta. Le due sculture vennero rinvenute a Roma nei pressi del Teatro di Pompeo e conservate per un lungo periodo non lontane dal luogo di ritrovamento, nel cortile del Palazzo della Valle (non a caso sono detti Satiri della Valle). Sono due statue speculari raffiguranti il dio Pan, probabilmente utilizzate come telamoni nella struttura architettonica del teatro.
Il trattamento del marmo e la resa del modellato permettono di datarle alla tarda età ellenistica.
Il lato destro è utilizzato come luogo di esposizione per un sarcofago strigilato e decorato con scene di caccia, per due busti (Testa ideale femminile e Testa virile su busto togato) e due erme (Erma barbata 1 e Erma barbata 2) inserite anch'esse in due piccole nicchie incorniciate di travertino e ricavate al di sopra di due porte d'accesso alle sale (oggi non più utilizzate). In alto un'iscrizione di papa Alessandro VII.
Nel cortile sono collocate anche tre colonne di granito grigio, rinvenute nel Tempio di Iside al Campo Marzio (Colonna di tipo egizio 1, Colonna di tipo egizio 2, Colonna di tipo egizio 3).
Il fregio è scolpito a rilievo intorno al fusto, come nelle columnae coelatae (colonne parzialmente inglobate nella muratura), e rappresenta, su ciascuna colonna, quattro coppie di sacerdoti in piedi su alti sgabelli.
Alcuni sono colti nel momento dell'offerta alla divinità, altri in quello dell'estensione degli oggetti sacri. I sacerdoti hanno il capo rasato cinto d'alloro, indossano vestì fermate all'altezza delle ascelle che li distinguono dai portatori di vasi canopi dalle lunghe vesti accollate e le mani velate, secondo il rituale.
Da un lato e dall'altro della grande fontana, quattro colonne in cipollino (fino alla metà del secolo scorso sormontate da altrettanti busti in marmo, oggi nel museo per questioni di conservazione) e due gocciolatoi a protome leonina (Gocciolatoio 1 e Gocciolatio 2).

### Sala dei monumenti egizi
Durante il pontificato di Clemente XI vennero acquisite una serie di statue rinvenute nell'area della Villa Verospi Vitelleschi (Horti Sallustiani) che decoravano in antico il padiglione egizio fatto costruire da Adriano all'interno degli horti.
Le quattro statue vennero collocate nel Palazzo Nuovo.
Durante il Settecento la collezione fu incrementata da nuove statue e nel 1748 fu persino allestita una "Stanza del Canopo" per raccogliere le sculture provenienti dalla Villa Adriana e dal Tempio di Iside al Campo Marzio.
Nel 1838 la maggior parte delle opere fu trasferita in Vaticano. Nel 1907 Orazio Marucchi ricostituì in parte questo nucleo, dando vita per la prima volta ad una collezione egizia fatta di reperti non trasferiti dall'Egitto, ma provenienti tutti dagli scavi romani dell'Iseo Campense, della Villa Adriana e del territorio romano in genere. L'archeologo dimostrò in tal modo l'importanza che la cultura egizia aveva nella società romana.
Alla Sala dei Monumenti egizi si accede oggi attraverso il cortile; dietro una grande parete a vetri si collocano le grandi opere in granito.
Tra le opere più rappresentative un grande cratere a campana proveniente dalla Villa Adriana e una serie di animali simbolo delle più importanti divinità egizie: il coccodrillo, due cinocefali, uno sparviero, una sfinge, uno scarabeo, ecc.

### Stanzette terrene a destra
La denominazione di "stanzette terrene" individua i tre ambienti del piano terreno a destra dell'atrio.
Al termine della costruzione del Palazzo Nuovo ogni singolo ambiente era aperto sul portico e solo tra Sette-Ottocento e in momenti successivi anche queste sale furono destinate a sede privata.
Queste "Stanzette terrene" accolgono monumenti epigrafici di notevole interesse; tra tutti è importante menzionare i frammenti di calendari romani post-cesariani in cui risulta il nuovo anno, che Cesare definì di 365 giorni, ed elenchi di magistrati  detti Fasti Minori, in relazione ai più celebri Fasti (Fasti consulares e Fasti moderni) conservati nel Palazzo dei Conservatori.
Nella prima stanza sono raccolti numerosi ritratti di privati romani, tra i quali si segnala quello forse di Germanico, figlio di Druso Maggiore o Druso Maggiore stesso.(Metà I secolo d.C.).
Tra le opere di maggior rilievo bisogna menzionare il Cinerario di T. Statilius Aper e Orcivia Anthis; e il Sarcofago con rilievi raffiguranti un episodio della vita di Achille.

### La Galleria

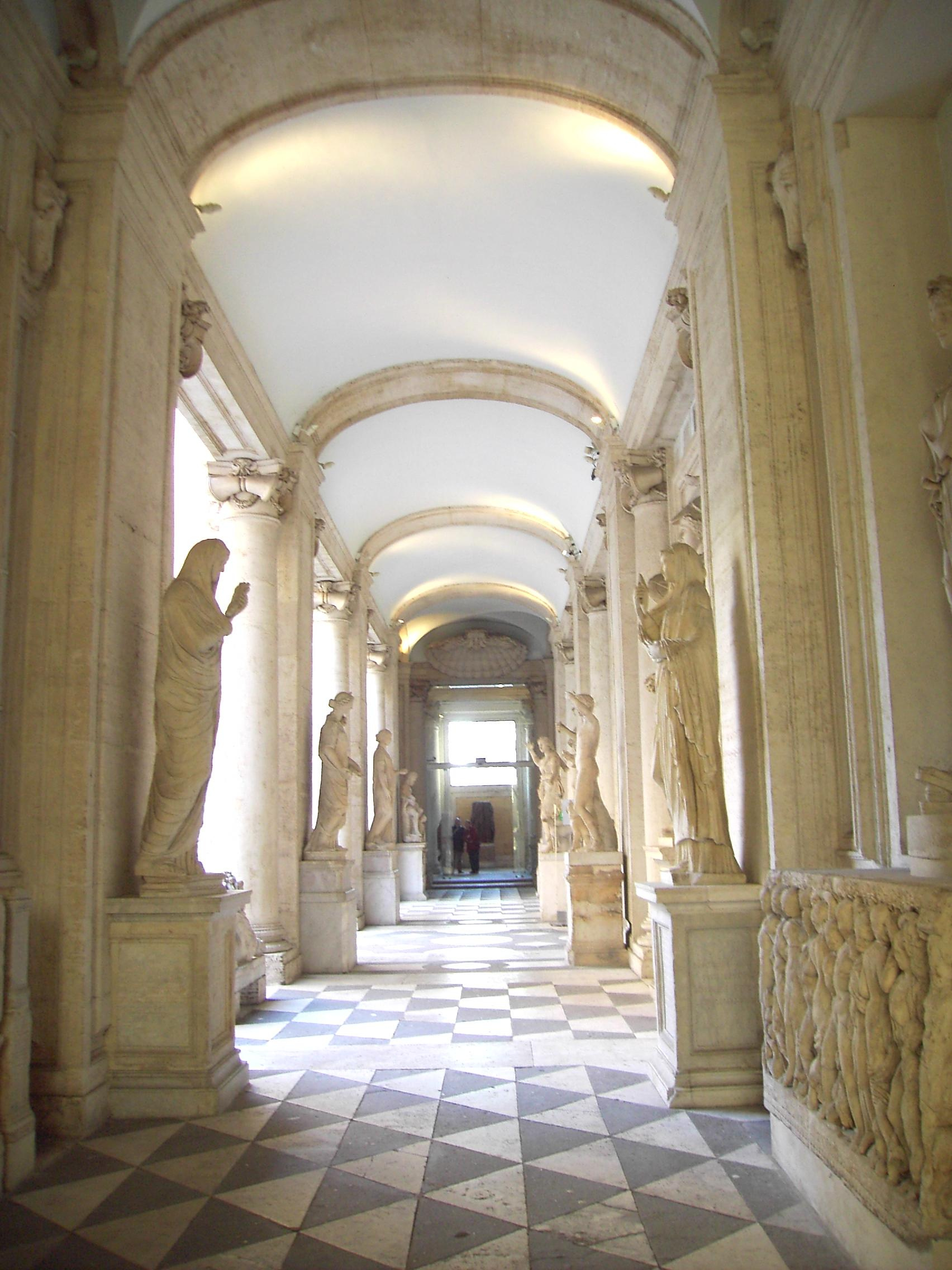
La Galleria ai cui lati si allineano sculture di vario tipo, da busti a statue a sarcofagi.

Procedendo dal piano terreno si arriva davanti ad una doppia rampa di scale al termine della quale ha inizio la Galleria.
La lunga Galleria, che percorre longitudinalmente il primo piano del Museo Capitolino, collega le diverse sale espositive e si offre al visitatore come una numerosa e variata raccolta di statue, ritratti, rilievi ed epigrafi disposti dai Conservatori settecenteschi in maniera casuale, con un occhio rivolto più alla simmetria architettonica e all'effetto ornamentale complessivo che a quello storico-artistico e archeologico.
Sulle pareti, entro riquadri, si trovano inserite epigrafi di ridotte dimensioni, tra le quali un consistente gruppo proveniente dal colombarium dei liberti e delle liberte di Livia.
Nella Galleria, tra le altre considerevoli opere, sono conservati il Frammento di gamba di Ercole in lotta con l'Idra (fortemente rilavorato nel restauro seicentesco), la Statua di guerriero ferito (di cui il solo torso è antico, mentre il resto è opera del restauro eseguito tra il 1658 e il 1733), la Statua di Leda con il cigno, la piccola statuetta di Eracle fanciullo che strozza il serpente e l'Eros che incorda l'arco.

### Sala delle Colombe

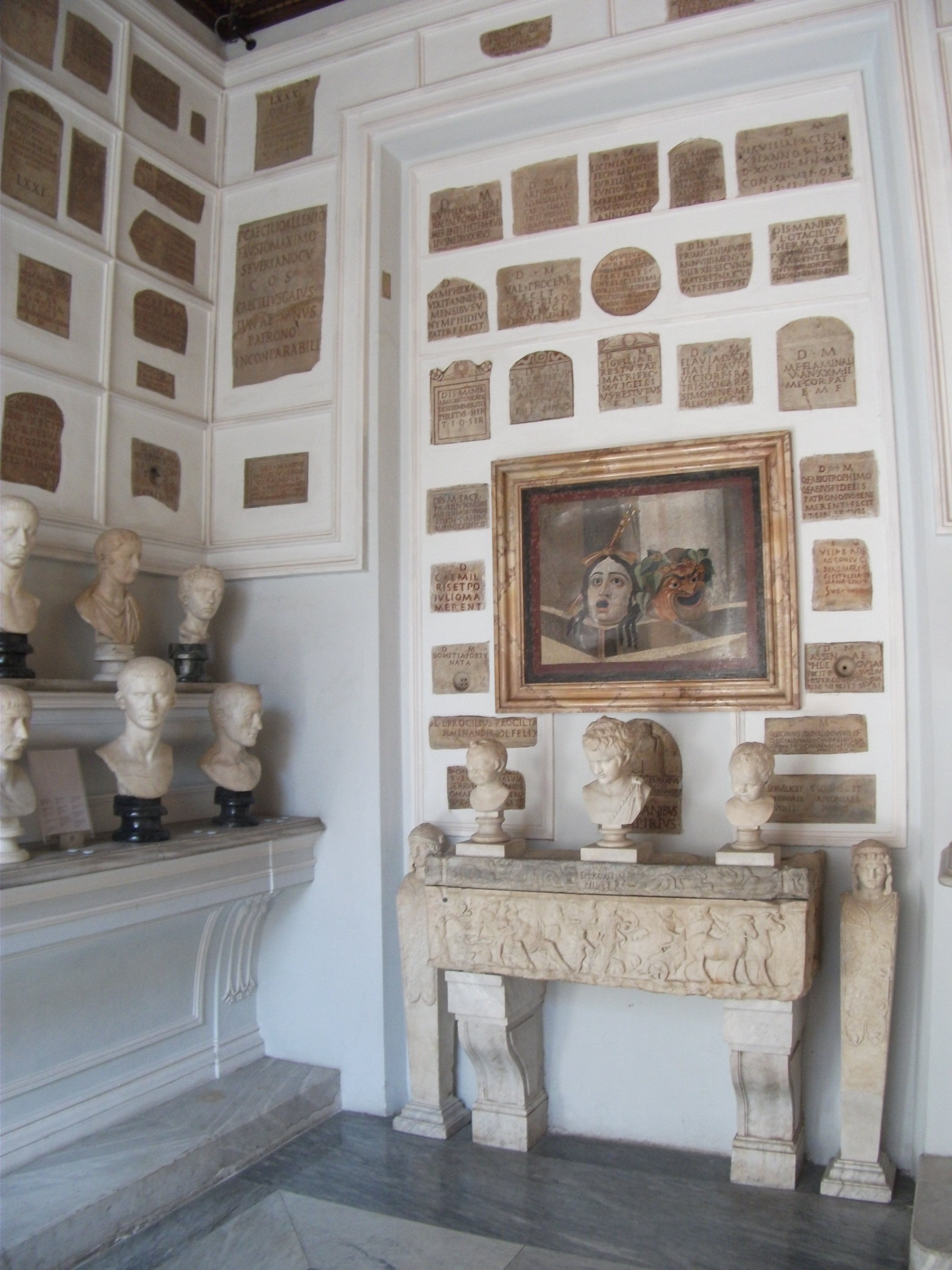
Il celebre "mosaico delle maschere sceniche" insieme a numerose iscrizioni poste sulle pareti, sono accompagnate da numerosi busti maschili e femminili.

La sala, che conserva in gran parte l'assetto settecentesco, prende il nome dal celebre mosaico pavimentale: il mosaico delle colombe, rinvenuto a Tivoli presso la Villa di Adriano.
In origine era denominata "Stanza delle Miscellanee" per la diversità materica dei pezzi che conteneva; per lo più opere appartenenti alla collezione del cardinale Alessandro Albani, la cui acquisizione è all'origine del Museo Capitolino. La disposizione dei ritratti maschili e femminili, lungo mensole che percorrono l'intero perimetro del muro della sala, risale ad un progetto di allestimento settecentesco ed è tuttora visibile, seppur con qualche impercettibile cambiamento.
Nel 1817 la sala prende la denominazione "del Vaso" poiché, al suo interno, come perno espositivo dell'intero ambiente, fu inserito il grande cratere marmoreo a decorazione vegetale, oggi sul fondo della Galleria del Museo Capitolino.
Una disposizione mai alterata è quella delle iscrizioni sepolcrali romane affisse, a metà del Settecento, nella parte alta delle pareti. Lungo il corso del XVIII secolo sono state segnalate delle acquisizioni, tra le quali ricordiamo anche i reperti visibili nelle vetrine.

### Gabinetto di Venere
Questa piccola sala poligonale, simile ad un ninfeo, fa egregiamente da cornice alla statua detta Venere Capitolina. La Venere sarebbe stata ritrovata durante il pontificato di Clemente X (1670-1676) presso la Basilica di San Vitale; secondo Pietro Santi Bartoli la statua si trovava all'interno di alcuni ambienti antichi insieme ad altre sculture. Papa Benedetto XIV comprò la statua alla famiglia Stazi nel 1752 e la donò al Museo Capitolino. Dopo varie vicissitudini al termine del Trattato di Tolentino ritornò definitivamente al Museo nel 1816.

### Sala degli Imperatori

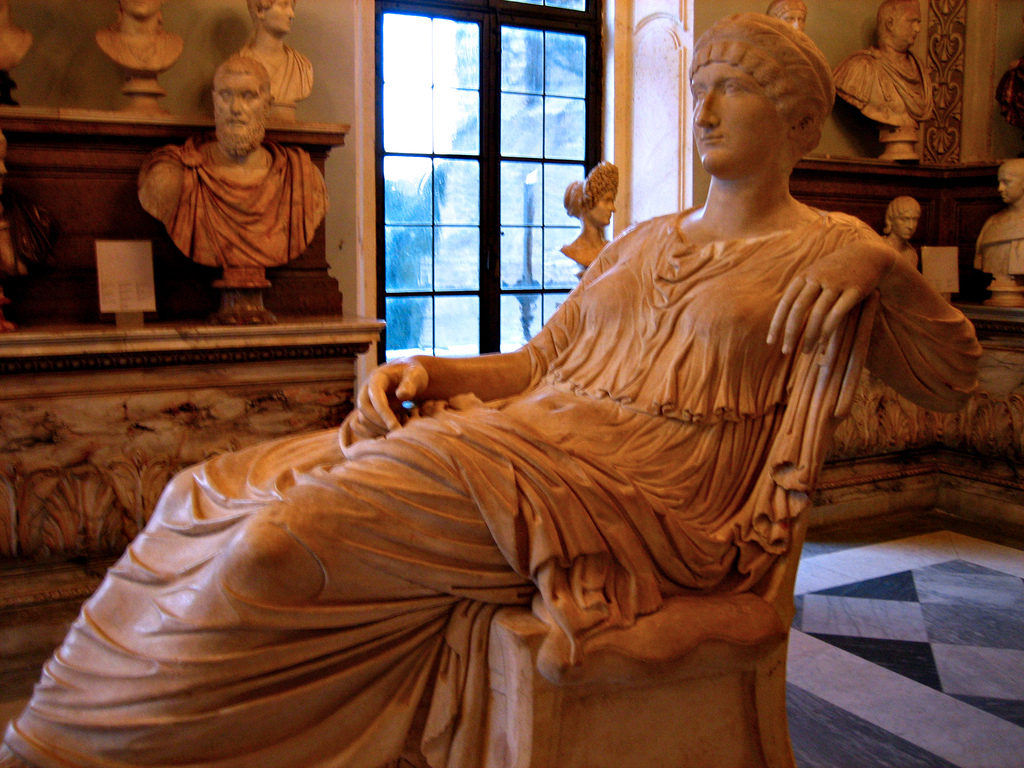
La statua di Flavia Giulia Elena.

La sala degli imperatori costituisce una delle sale più antiche del Museo Capitolino. Sin dall'apertura al pubblico delle aree espositive, nel 1734, i curatori vollero disporre raccolti in un unico ambiente, i ritratti degli imperatori e dei personaggi della loro cerchia. L'allestimento attuale è frutto di diverse rielaborazioni attuate nel corso dell'ultimo secolo. Si tratta di 67 busti-ritratti, una statua femminile seduta (al centro), 8 rilievi e un'epigrafe onoraria moderna.
Tra i ritratti più rimarchevoli, quelli di Augusto giovane con corona di foglie e Augusto adulto del "tipo Azio", di Nerone, degli imperatori della casata flavia (Vespasiano, Tito, Nerva) o degli imperatori del II secolo d.C. (da Traiano a Commodo). Ben rappresentata anche la dinastia dei Severi. La serie si conclude con Onorio, figlio di Teodosio.
Non mancano i ritratti femminili, con le loro complesse acconciature, le loro parrucche e i loro riccioli elaborati; ricordiamo la consorte di Augusto [Livia], quella di Germanico Agrippina Maggiore, Plotina, Faustina Maggiore e Giulia Domna.
Attraverso la serie di ritratti il percorso di visita si snoda in maniera elicoidale in senso orario, partendo dalla mensola superiore entrando a sinistra, per finire all'estremità della mensola inferiore a destra. Il visitatore apprezzerà l'evoluzione del gusto artistico nella rappresentazione dei ritratti romani e della moda (acconciature, barba, etc.).

### Sala dei Filosofi

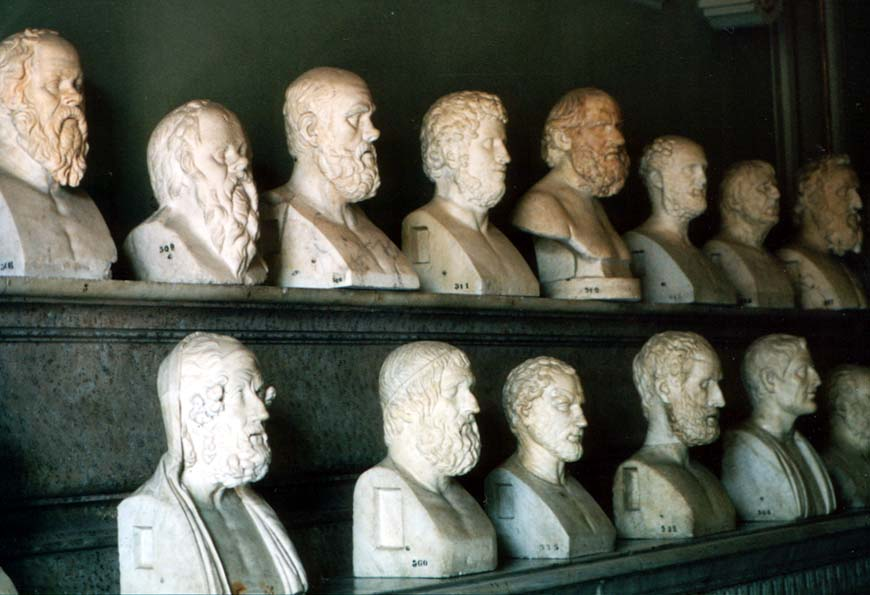
La "sala dei filosofi".

Come nel caso della Sala degli Imperatori, anche la sala dei filosofi nacque, al momento della fondazione del Museo Capitolino, dal desiderio di raccogliere i ritratti, i busti e le erme, di poeti, filosofi e retori dell'antichità. Nella sala ne sono raccolti ben 79. Il percorso inizia con il più celebre poeta dell'antichità, Omero. Seguono Pindaro, Pitagora, Socrate e tanti altri. Tra i tanti personaggi del mondo greco, sono esposti anche alcuni ritratti d'epoca romana, tra questi Marco Tullio Cicerone, celebre statista e letterato.

### Salone

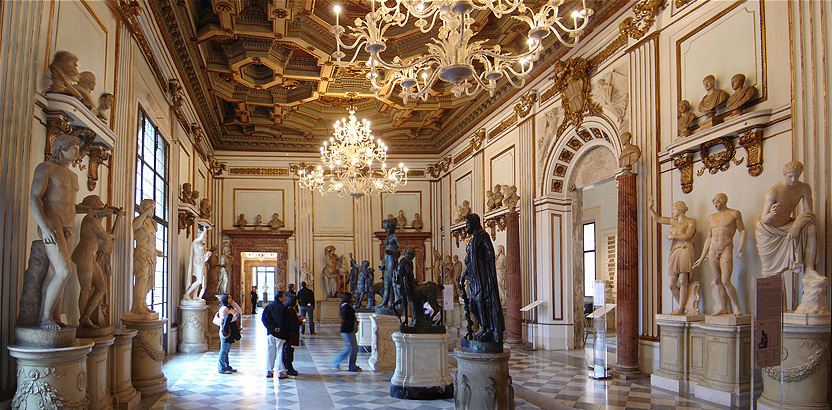
Il salone di Palazzo Nuovo

Il salone di Palazzo Nuovo costituisce sicuramente l'ambiente più monumentale dell'intero complesso museale capitolino.
Le quattro pareti della grande sala furono decorate con una ripartizione in tre sezioni verticali, con un'architettura che permette di ripartire lo spazio in tre parti diverse.
Uno spettacolare soffitto cassettonato secentesco, intreccia in maniera barocca, ottagoni, rettangoli e rosoni, tutti finemente scolpiti.
Al centro, lo stemma di Innocenzo X, artefice del completamento del palazzo.
Il grande salone è stato recentemente restaurato e ciò ha permesso di recuperare le antiche cromie, mettendo in risalto la ricchezza dei decori compositivi.
Merita di essere citato il grande portale che si apre nella parete lunga di comunicazione con la Galleria, progettato da Filippo Barigioni nella prima metà del Settecento, ad arco, con due Vittorie alate di pregevole fattura.
Ai lati e al centro della sala, su alti e antichi basamenti, sono poste alcune delle più belle sculture della collezione capitolina. Tra queste ricordiamo l'Apollo dell'Omphalos, un Arpocrate, l'Apollo Citaredo, ecc. Al centro della sala sono disposte le grandi statue in bronzo tra cui spiccano le sculture del Centauro vecchio e del Centauro giovane. Tutt'intorno su di un secondo livello, delle mensole con una serie di busti; tra questi ricordiamo il busto di Caracalla o Geta, di Marco Aurelio, di Augusto e di Adriano.
Merita infine di essere citata una splendida scultura di Amazzone ferita, denominata anche "tipo Sosikles", dalla firma apposta su questa replica.
Generalmente attribuita a Policleto, essa possiede delle dimensioni leggermente maggiori del vero.

### Sala del Fauno

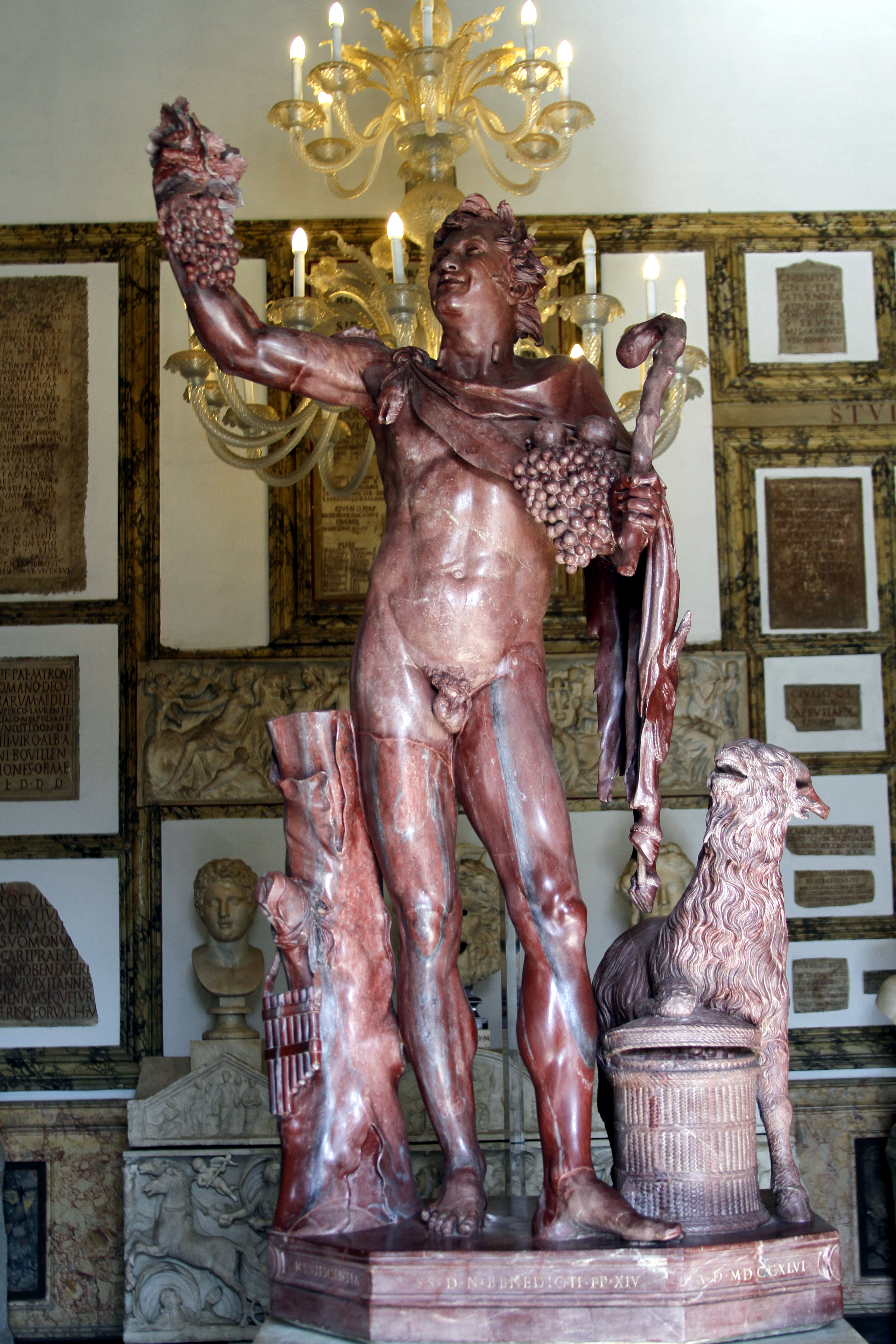
La sala del Fauno rosso.

La sala prende questo nome dalla celebre scultura presente al centro dell'ambiente dal 1817. La statua del Fauno fu rinvenuta nel 1736 e restaurata da Clemente Bianchi e Bartolomeo Cavaceppi. Fu acquistata dal museo nel 1746 e divenne molto presto una delle opere più apprezzate dai visitatori di quel secolo.
Le pareti sono coperte di iscrizioni inserite nel Settecento, divise per gruppi a seconda del contenuto e con una sezione creata per i bolli di mattone. Tra i testi epigrafici ricordiamo la Lex de imperio Vespasiani del I secolo d.C.(decreto con il quale si conferisce particolare potere all'imperatore Vespasiano), sulla parete di destra.

### Sala del Galata

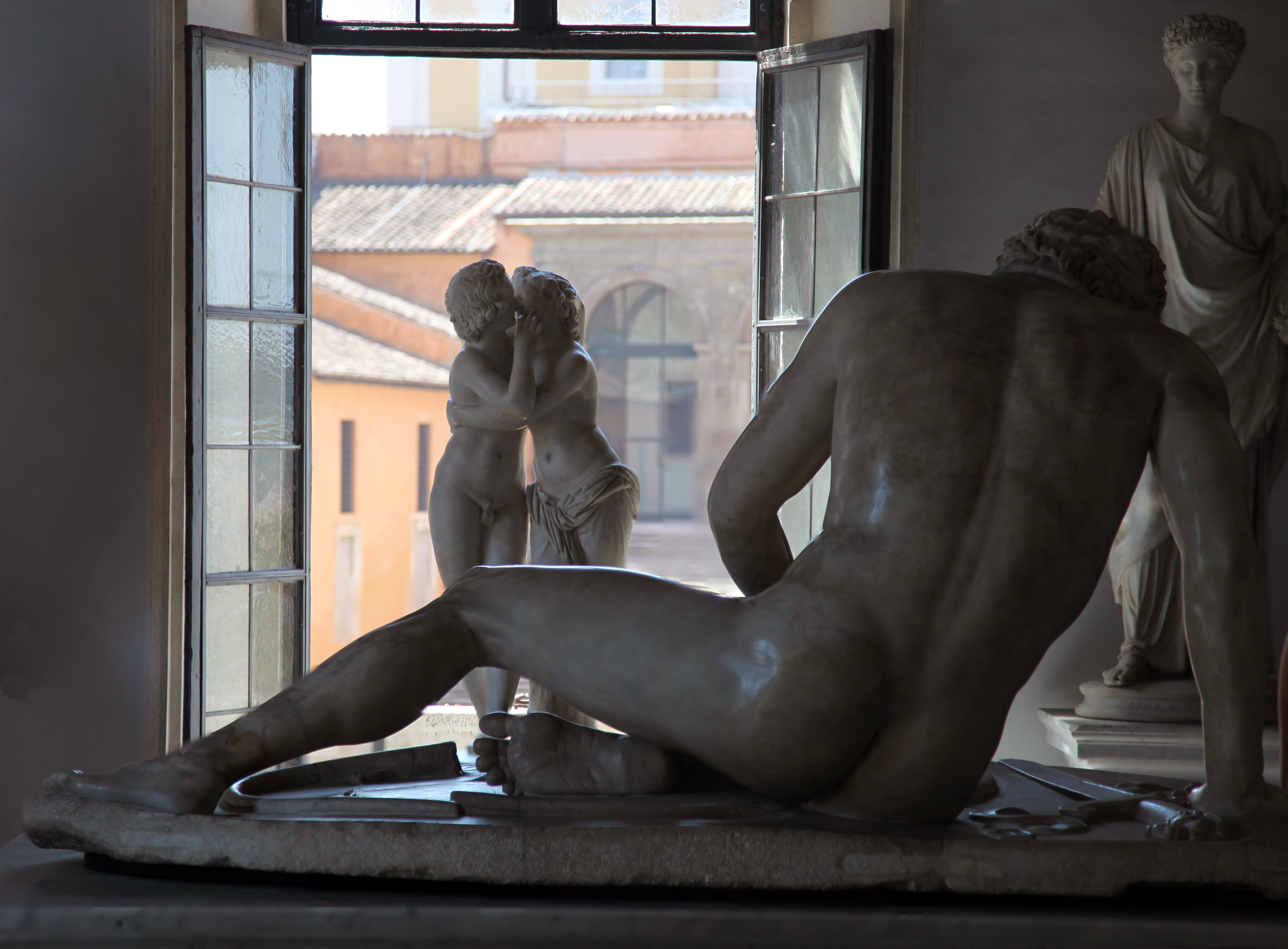
Sala del Galata morente (di schiena), con Amore e Psiche sullo sfondo

Questa Sala prende il nome dalla scultura centrale, il Galata Capitolino, erroneamente ritenuto un gladiatore in atto di cadere sul proprio scudo, all'epoca dell'acquisto da parte di Alessandro Capponi, presidente del Museo Capitolino, divenendo forse l'opera più nota delle raccolte, più volte replicata su incisioni e disegni. Il Galata è circondato da altre copie di notevole qualità: l'Amazzone ferita, la statua di Hermes e il Satiro in riposo, mentre, contro la finestra, il delizioso gruppo rococò di Amore e Psiche simboleggia la tenera unione dell'anima umana con l'amore divino, secondo un tema risalente alla filosofia platonica che riscosse grande successo nella produzione artistica fin dal primo ellenismo.